# Aqueduc des monts d'Or
L'aqueduc des monts d'Or est un des aqueducs desservant la ville antique de Lyon, Lugdunum. Long de 26 km il recueillait les eaux des monts d'Or et arrivait au quartier des Minimes dans l'actuel 5e arrondissement de Lyon.

## Description
L’aqueduc prenait sa source à environ 372 mètres d'altitude dans le vallon de Poleymieux-au-Mont-d'Or, au lieu-dit hameau des Gambins, et contournait le massif par l'est. Selon Camille Germain de Montauzan, il recueillait en chemin les eaux de plusieurs autres sources, même si un seul captage intermédiaire semble actuellement avéré, à Saint-Romain-au-Mont-d'Or.
Le parcours de l'aqueduc traverse successivement les communes de Poleymieux-au-Mont-d'Or, Curis-au-Mont-d'Or, Albigny-sur-Saône, Couzon-au-Mont-d'Or, Saint-Romain-au-Mont-d'Or, Collonges-au-Mont-d'Or, Saint-Cyr-au-Mont-d'Or, Saint-Didier-au-Mont-d'Or, Champagne-au-Mont-d'Or, Lyon 9ème, Ecully, Tassin-la-Demi-Lune, Lyon 9ème (à nouveau), et Lyon 5ème.

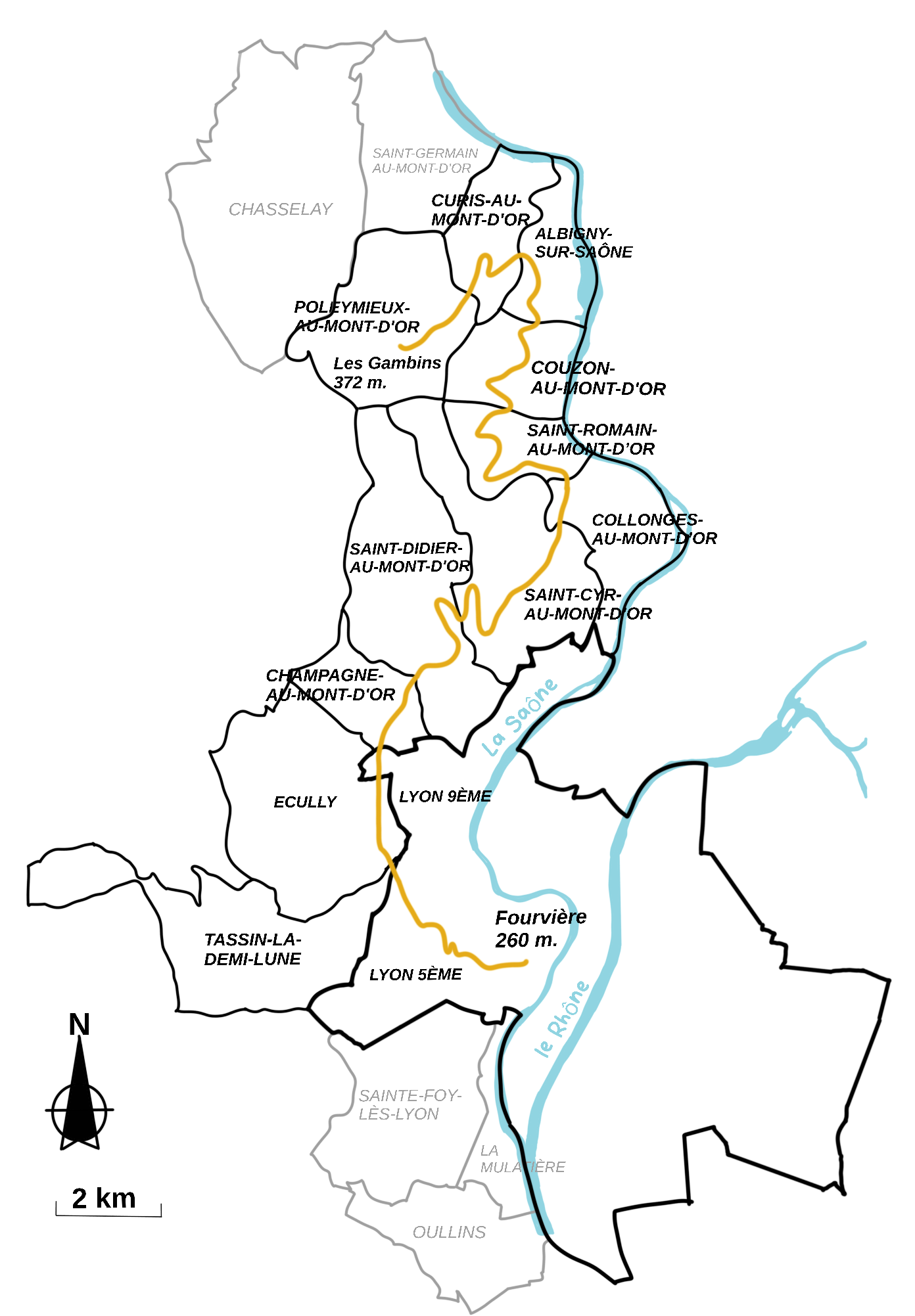
Parcours schématique de l’aqueduc des Monts d’Or.

La section de son canal est visible par endroits à Curis-au-Mont-d'Or, Albigny-sur-Saône, Couzon-au-Mont-d'Or et Saint-Romain-au-Mont-d'Or,. Construit à flanc de colline aux alentours de 300 m d'altitude, l'aqueduc descend lentement en suivant les courbes de niveau, à raison de 1,4 m par kilomètre en moyenne. La pente de l’aqueduc n’apparait pas régulière, aussi envisage t-on l’existence de deux chutes : une première immédiatement en aval du captage des Gambins à Poleymieux-au-Mont-d'Or, en raison d’une pente de 7 %, puis une seconde dans le secteur du vallon des Arches de Saint-Romain-au-Mont-d’Or, en raison d’une perte d'altitude de 4 mètres en moins d’un kilomètre.

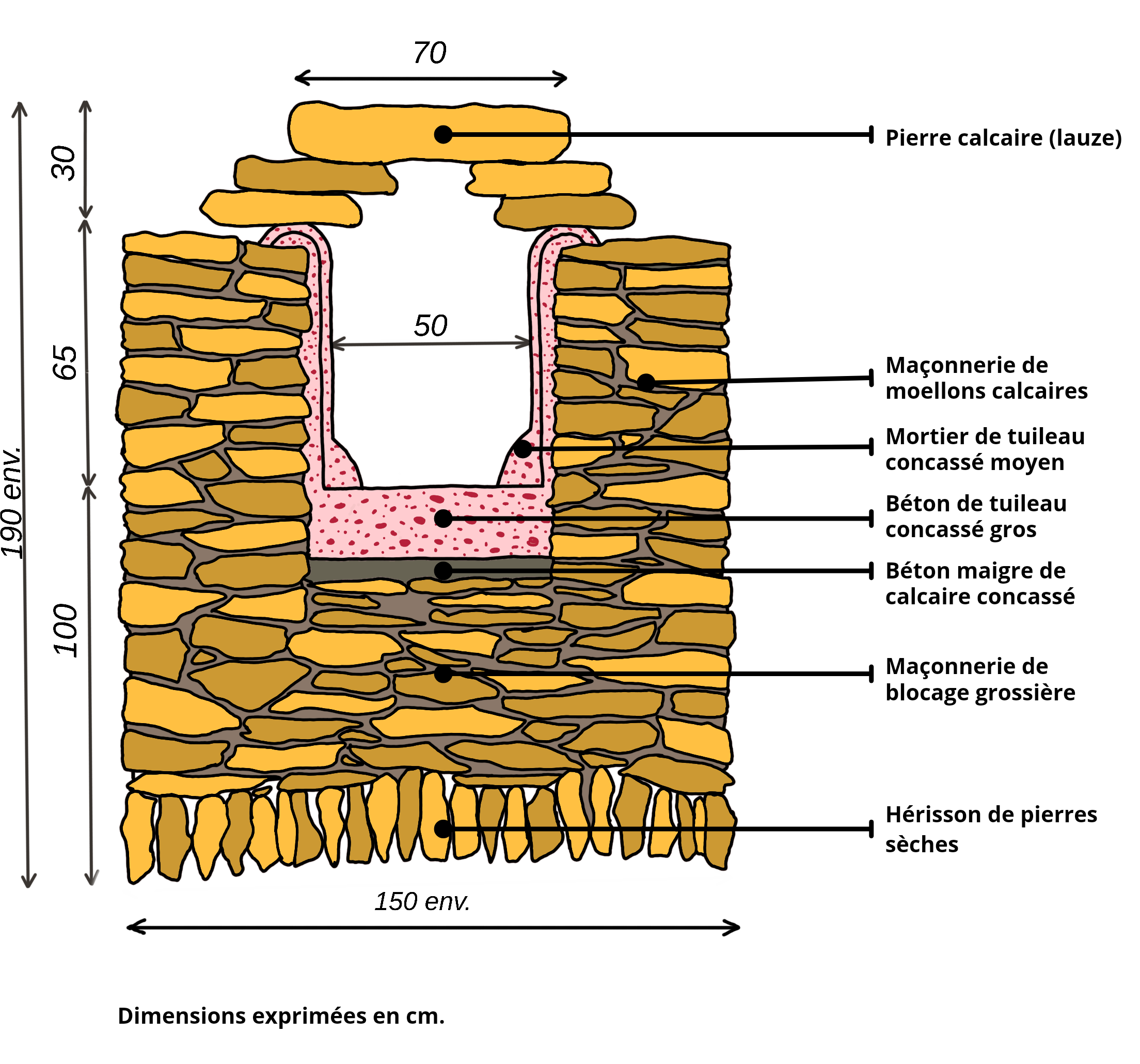
Coupe du canal de l’aqueduc du Mont d’Or.

Étant le moins long et le plus modeste des quatre aqueducs lyonnais, il fut longtemps considéré comme le premier construit, avec une datation comprise entre 30 av. J.-C. et 150 apr. J.-C., probablement du début de cette période, vers l'an 20 av. J.-C., et fut peut-être décidé par Marcus Vipsanius Agrippa. De récentes recherches proposent une datation comprise entre 20 av. J.-C. et 20 apr. J.-C..
Albert Falsan et Arnould Locard font figurer des portions d'aqueducs encore visibles au XIXe siècle sur leur carte géologique du Mont d'Or lyonnais et de ses dépendances (1865).
De 2013 à 2023, l'ensemble du tracé supposé de l'aqueduc a fait l'objet d'un suivi sur le terrain recensant les parties encore visibles et d'une analyse des recherches antérieures,.

## Débit
L'estimation de son débit est très variable suivant les sources. Son volume intérieur était d'environ 50 × 60 cm, pour une emprise extérieure d'environ 1,50 × 1,90 m, ce qui assurait un débit théorique maximum de 12 000 m3 par 24 heures. Camille Germain de Montauzan l'estime entre 8 000 m3 jour−1 (93 L s−1) et 15 000 m3 jour−1(174 L s−1) ; Jean Burdy, entre 2 000 m3 jour−1 (23 L s−1) et 6 000 m3 jour−1 (70 L s−1).

## Ouvrages d’art
Il comportait deux ouvrages d'art : le pont-siphon du vallon des Rivières, qui franchissait le ruisseau de Limonest entre Saint-Didier-au-Mont-d'Or et Champagne-au-Mont-d'Or depuis le lieu-dit Le Bidon, et celui d'Écully, qui franchissait le ruisseau des Planches jusqu'au lieu-dit Les Massues. Ces ouvrages ont commencé à être démantelés dès les grandes invasions, pour récupérer les pierres et le plomb des conduites. Les derniers vestiges du siphon d'Écully ont disparu au début du XIXe siècle.

## Captage des Gambins à Poleymieux-au-Mont-d'Or-au-Mont-d’Or
Ce lieu-dit de Poleymieux-au-Mont-d'Or prend parfois l'appellation de Source Romaine. En prolongement du lavoir datant des années 1820 situé au creux du vallon des Gambins, une galerie de captage ayant des éléments d'apparence antique a pu être dégagée en 2019 et 2020 par une association locale, mettant en évidence l'ancien canal enterré comportant une voûte caractéristique en tas de charge et un placage interne des piédroits en mortier de tuileau. Ces récents constats appuient les affirmations de Camille Germain de Montauzan et plus récemment de Jeancolas et de Burdy positionnant l'origine de l'aqueduc au lieu-dit les Gambins, plutôt qu'en contrebas, au lieu-dit la Rivière.

## Regard de Curis-au-Mont-d'Or
Un regard est une ouverture ménagée dans la partie supérieure de l'aqueduc de façon à pouvoir pénétrer à l'intérieur du canal enterré pour des opérations d'inspection, de nettoyage ou de réparation. L'aqueduc des Monts d'Or ayant une section de dimensions réduites, le cheminement à l'intérieur du canal demeure malaisé. On a ainsi longtemps pensé que cet aqueduc ne comportait pas de regards : le démontage d'une ou plusieurs lauzes recouvrant l'aqueduc aurait pu suffire à découvrir le canal pour le rendre accessible à l'endroit choisi (après avoir localement excavé  les terres de remblaiement de la tranchée de l'ouvrage). Cette hypothèse est à nuancer : en effet un petit regard de dimensions 42 x  60 à 80 cm fut découvert en 1995 dans le secteur du Bois des Cieux à Curis-au-Mont-d'Or. Il permet encore d'accéder à l'intérieur du canal enterré, exceptionnellement bien conservé sur cette partie.

## Captage du vallon d'Arches à Saint-Romain-au-Mont-d’Or
Sur la commune de Saint-Romain-au-Mont-d'Or, l'aqueduc bénéficiait d'un apport d'eau complémentaire par l'intermédiaire du captage du vallon d'Arches.
L'ensemble hydraulique est entièrement souterrain et se développe sur une longueur de plus de 150 mètres. Il comporte deux galeries de captage proprement dites alimentant une chambre supérieure puis une chambre inférieure, toutes deux visitables, reliées par un canal souterrain. La chambre supérieure présente à sa base des éléments d'époque antique (présence d'un mortier de tuileau caractéristique et de restes d'un parement de tegulae). La source captée par cet ensemble hydraulique est toujours opérationnelle, mais la partie inférieure apparaît néanmoins très remaniée. L’exutoire n'est plus lié à l'aqueduc du Mont d'Or et donne naissance au ruisseau du Vallon d'Arches. D'après Guy Jouvet, ce captage aurait pu être le premier en date pour l'aqueduc du Mont d'Or permettant sa mise en service avant que le tracé du canal ne soit prolongé jusqu'à Poleymieux-au-Mont-d'Or, expliquant ainsi le dénivelé inattendu de 4 mètres de l'ouvrage dans cette partie.
D'après Jeancolas, cet ouvrage considéré en excellent état est le seul bassin (de captage) visible pour les aqueducs lyonnais et l'un des rares du monde romain. Cet ouvrage annexe est classé monument historique, sous l'intitulé "réservoirs d'aqueduc du Vallon d'Arches" (inscription en 1991).

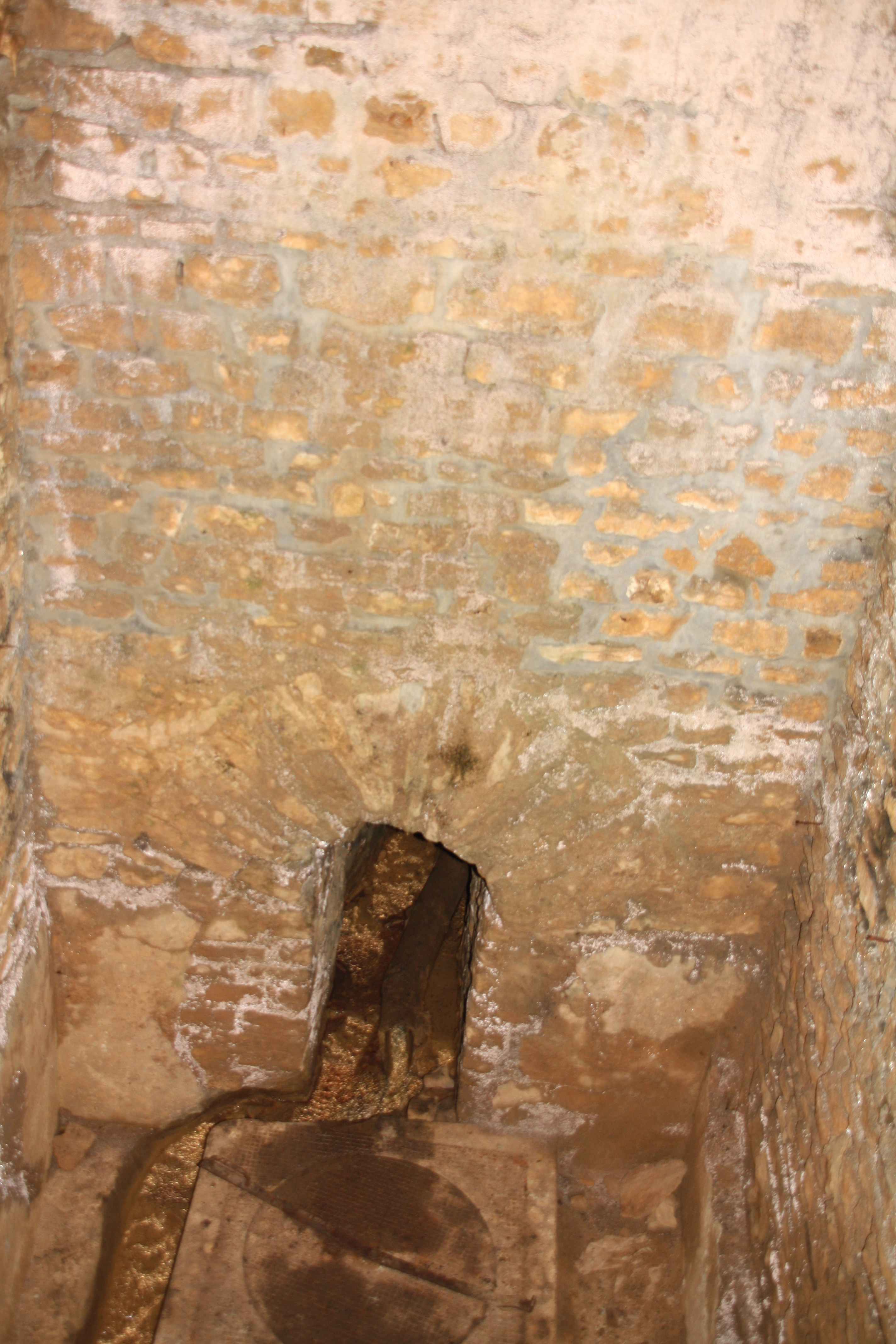
Chambre supérieure du captage du vallon d'Arches, à Saint-Romain-au-Mont-d'Or.

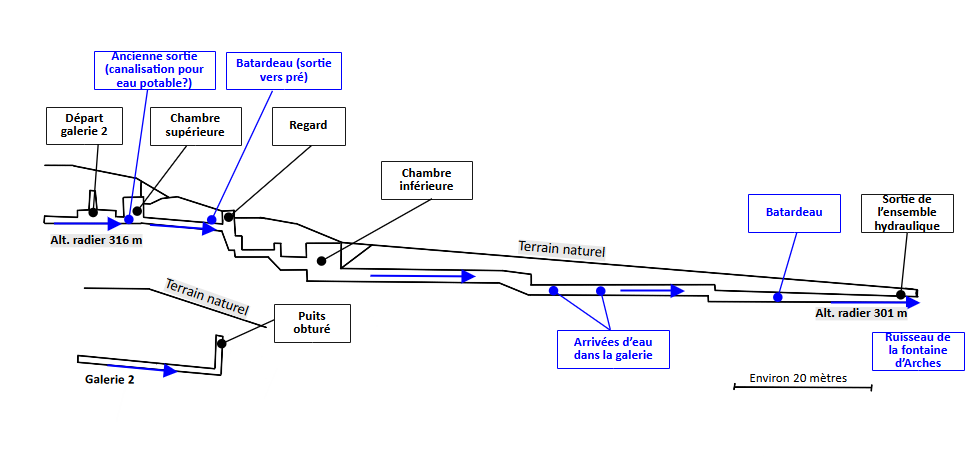
Coupe schématique de l'ensemble hydraulique du vallon d'Arches.

## Bassin de décantation de Saint-Cyr-au-Mont-d'Or
Sur la commune de Saint-Cyr-au-Mont-d'Or, des travaux de creusement d'un chemin d'accès à une villa ont mis au jour puis détruit en 1965 les restes d'un bassin de décantation supposé. Ce bassin était sensiblement situé à mi-parcours de l'aqueduc, au kilomètre 14,50, à 289 m d’altitude. Le bassin circulaire avait un diamètre compris entre 3,5 et 4 mètres et était enduit d'une couche de mortier de tuileau.

## Protection des restes de l'aqueduc
Depuis les années 1990, une bande de protection continue de 50 mètres de large reprenant le tracé supposé de l'aqueduc est insérée au plan local de l'urbanisme et de l'habitat (PLUH) de la Métropole de Lyon. En cas de travaux prévus affectant le sous-sol aux abords des ouvrages, des sondages archéologiques peuvent être prescrits ainsi que des fouilles, si le diagnostic archéologique initial révèle un potentiel pouvant affecter les vestiges. Entre 1991 et 2007, huit opérations archéologiques préventives ont ainsi eu lieu sur le tracé supposé de l'aqueduc du Mont d'Or.

## Mise en valeur de l'aqueduc
L'aqueduc du Mont d'Or est relativement méconnu : les vestiges sont en effet de faibles dimensions. De plus, une grande partie de l'aqueduc traversant les terrains escarpés du Mont d'Or, la plupart des portions visibles ont été mises à nu par l'érosion, les mouvements de terrain ou l'activité humaine (anciennes carrières de pierres dorées) et sont peu accessibles.
L'aqueduc a été mis en valeur en quelques points :
- dans le parc de la porte Aquaria à Collonges-au-Mont-d'Or. Dans la partie inférieure du parc, l'aqueduc mis à nu est visible et protégé par un abri spécifique. L'aqueduc fait partie des points d'intérêt du sentier thématique sur l'eau mis en œuvre par la commune et le Syndicat Mixte Plaine Monts d'Or[22].

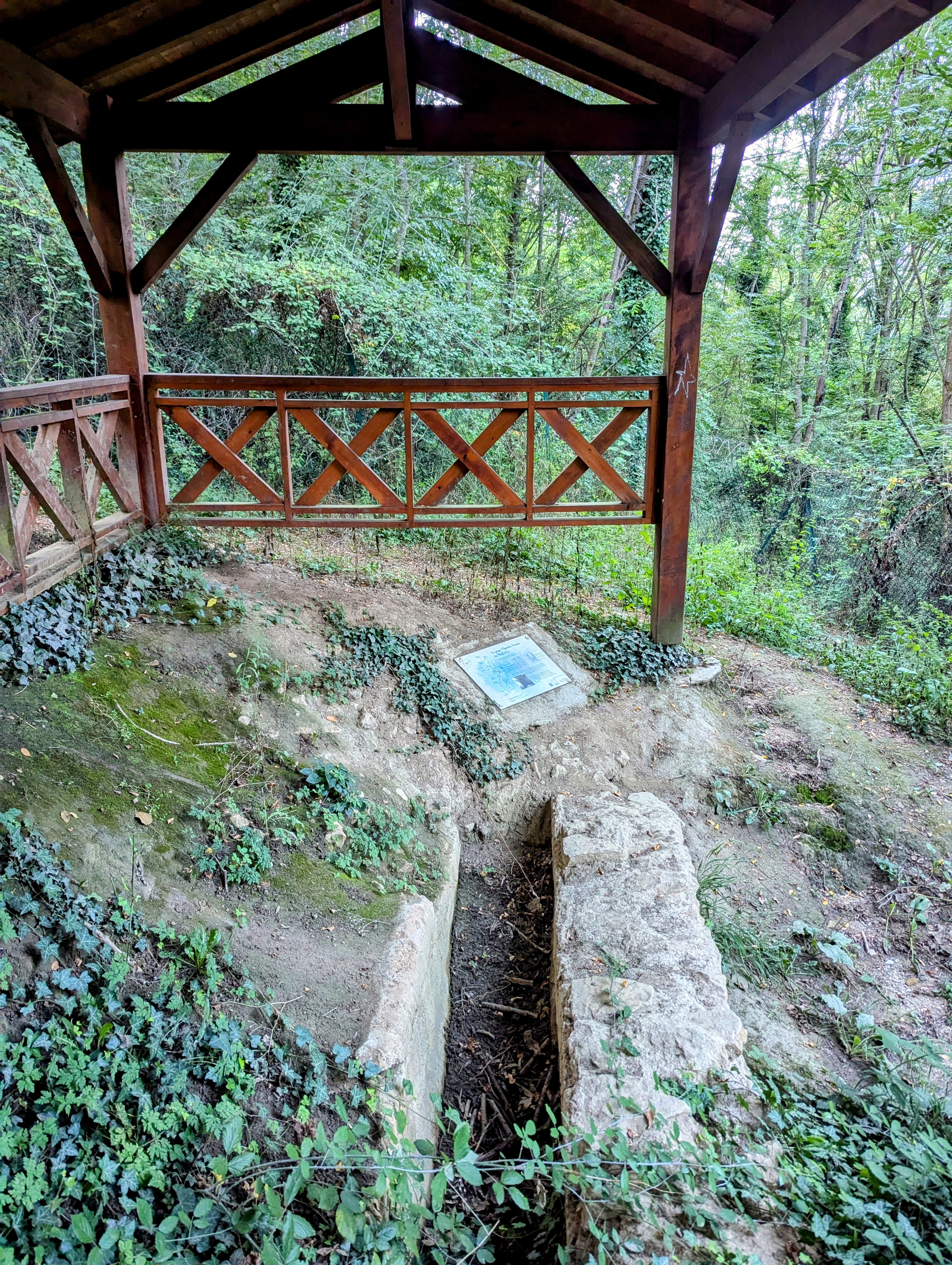
Mise en valeur du canal de l'aqueduc à Collonges-au-Mont-d'Or.

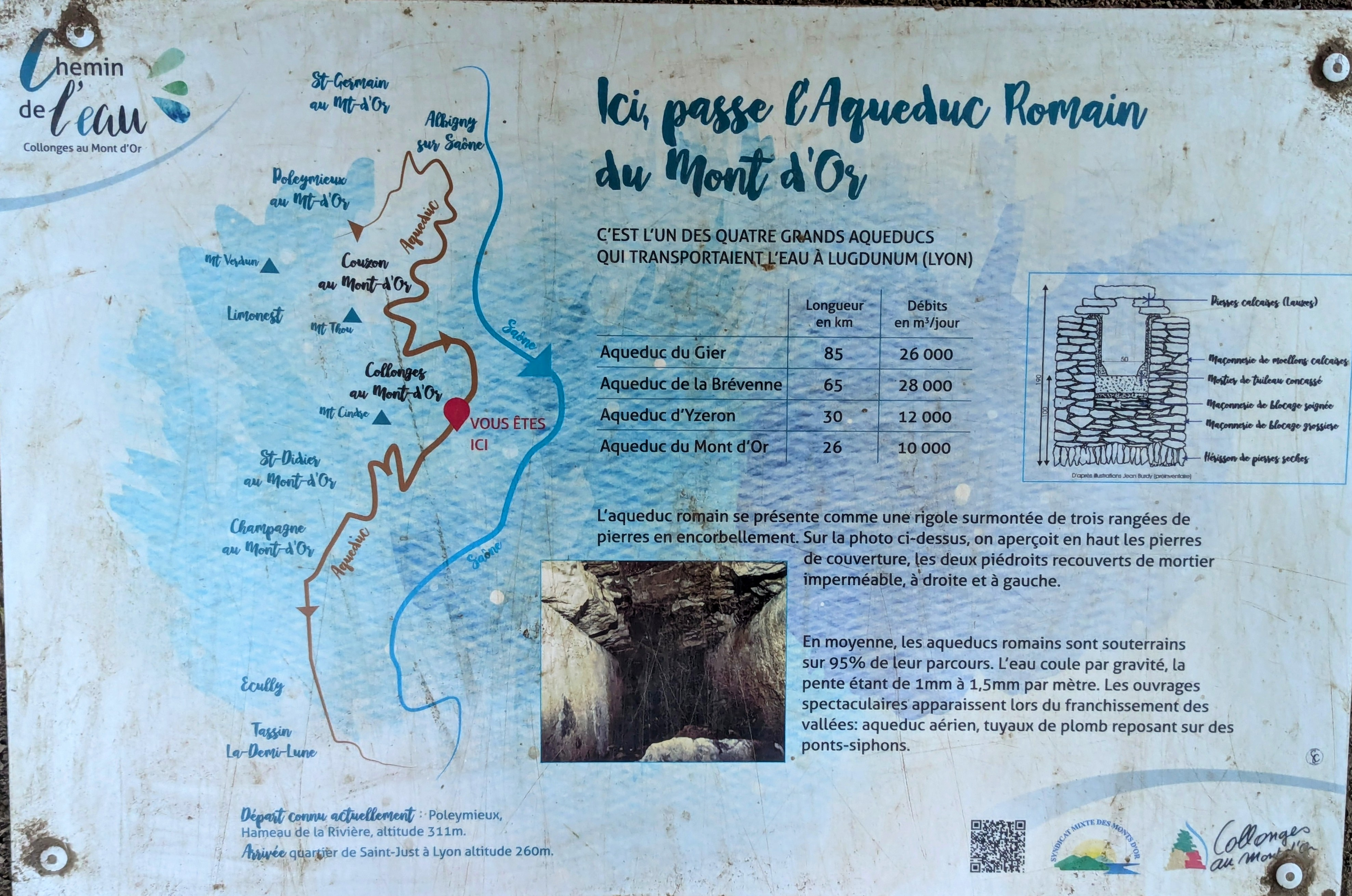
Plaque explicative à Collonges-au-Mont-d'Or.

- au lieu dit "Saut-de-Roche" à Couzon-au-Mont-d'Or, l'ancien chemin desservant les carrières est venu sectionner l'aqueduc. Celui-ci est visible de part et d'autre du sentier[23]. Un panneau pédagogique donne des explications.

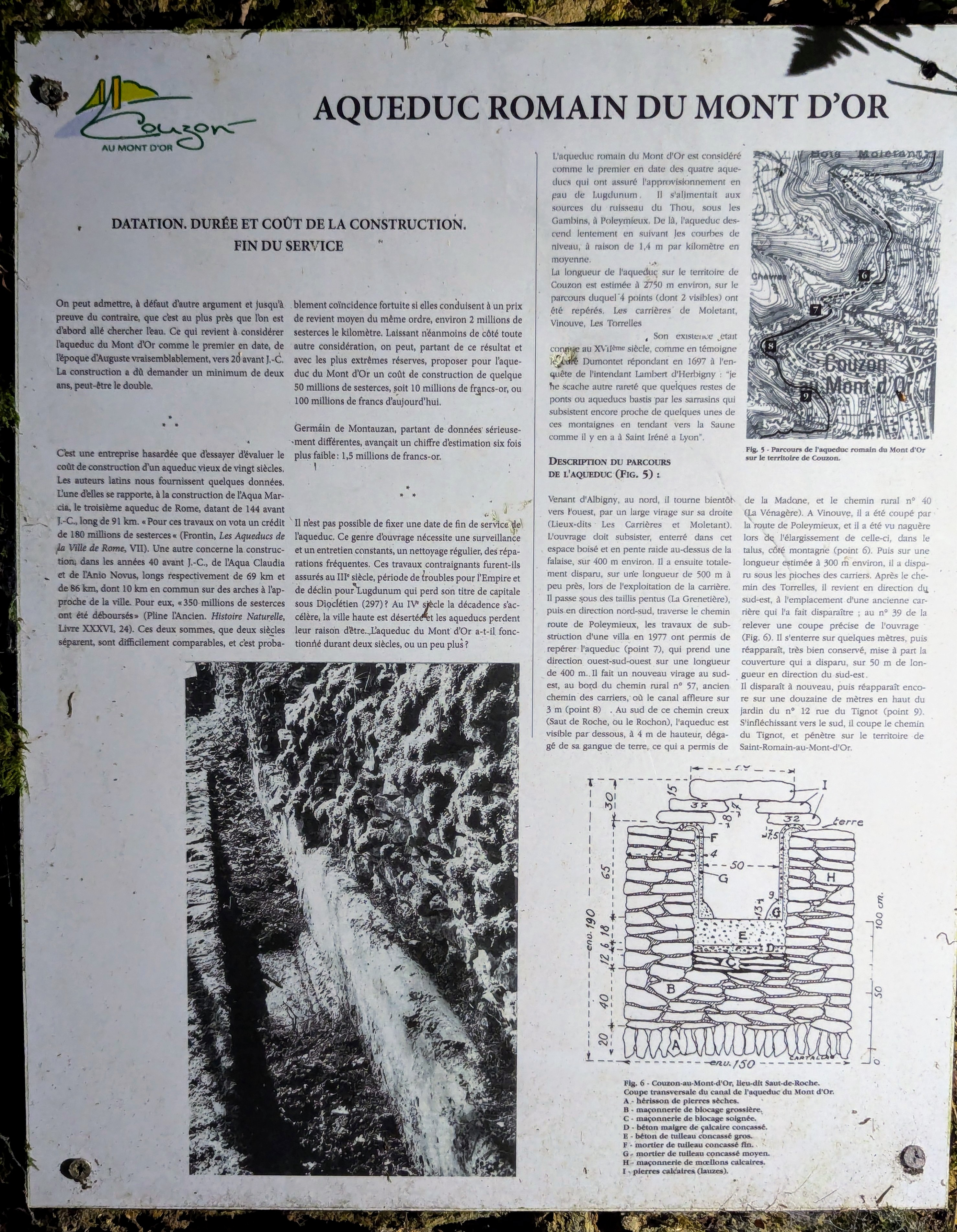
Panneau explicatif, à Couzon-au-Mont-d'Or.

- le captage du Vallon d'Arches à Saint-Romain-au-Mont-d'Or est exceptionnellement ouvert par la commune pour les Journées Européennes du Patrimoine[24].

- un poster consacré à l'aqueduc du Mont d'Or fut présenté lors du colloque international "les aqueducs romains de Lyon, un cas d'étude unique pour la connaissance de l'hydraulique dans l'Antiquité" à Lyon du 8 au 10 octobre 2020[25].

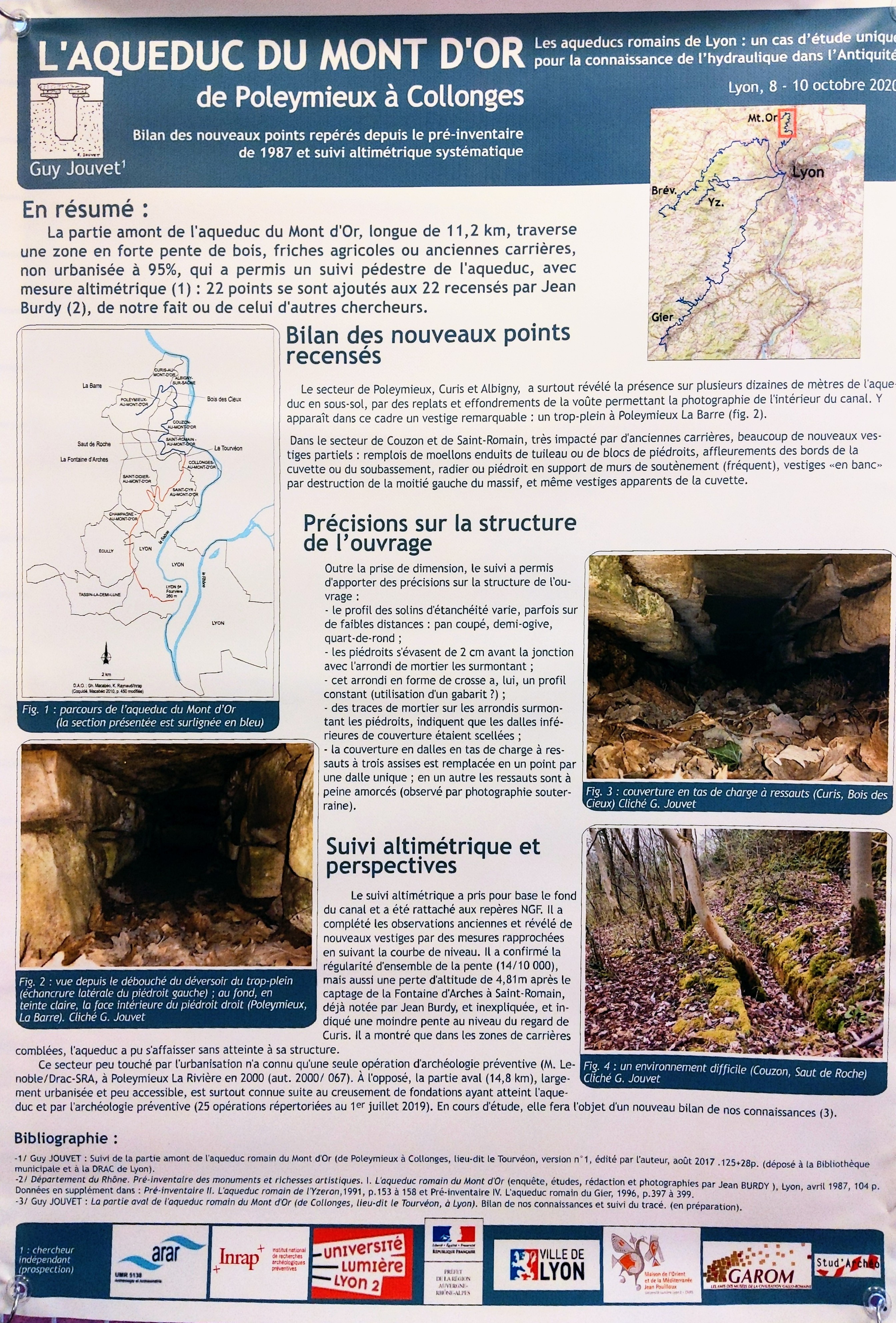
Poster présenté à Lyon - colloque du 8 au 10 octobre 2020